# Zagymnus variatus
Zagymnus variatus là một loài bọ cánh cứng trong họ Cerambycidae.